# Economía emocional digital
Economía Emocional Digital es un término emergente que describe el conjunto de procesos económicos, sociales y tecnológicos que convierten las emociones humanas en recursos valiosos dentro de los entornos digitales. Esta economía se basa en la recopilación, análisis, comercialización y manipulación de respuestas emocionales de los usuarios en plataformas digitales para influir en comportamientos, decisiones de consumo y dinámicas sociales.

## Origen del concepto
El término comenzó a utilizarse en el ámbito académico a mediados de la década de 2010, como evolución de conceptos previos como la economía de la atención, el capitalismo de la vigilancia y el marketing emocional. El auge de las redes sociales, la inteligencia artificial y los sistemas de análisis afectivo contribuyeron a consolidar una estructura de valor basada en los datos emocionales.
Investigaciones en neuroeconomía, sociología digital y ciencias del comportamiento sirvieron como base teórica para el desarrollo del concepto. Autores como Shoshana Zuboff, Mark Andrejevic y Zeynep Tufekci han abordado aspectos relacionados con la explotación emocional en el contexto de plataformas digitales.

## Características principales

### Comercialización de emociones
La Economía Emocional Digital transforma expresiones emocionales (como reacciones, comentarios, emojis o tiempo de visualización) en métricas procesables para monetizar la interacción del usuario. Estas métricas son utilizadas para dirigir campañas de publicidad, mejorar algoritmos de recomendación y personalizar contenidos.

### Algoritmos afectivos
Se refiere a sistemas de inteligencia artificial diseñados para detectar y responder a emociones humanas. Utilizan análisis facial, reconocimiento de voz, patrones de escritura y otros indicadores biométricos o conductuales para inferir estados emocionales.

### Influencia conductual
El conocimiento emocional de los usuarios permite a plataformas y empresas moldear decisiones de compra, opinión política y comportamientos sociales, generando nuevos modelos de negocio basados en la manipulación afectiva.

## Aplicaciones
- Publicidad emocional dirigida: Optimización de anuncios según el estado emocional del usuario.
- Interfaces empáticas: Desarrollo de asistentes virtuales y chatbots que reconocen y adaptan sus respuestas a las emociones del usuario.
- Educación personalizada: Plataformas que ajustan el contenido educativo en función de la motivación y frustración del alumno.
- Salud mental digital: Aplicaciones que monitorean emociones para prevenir trastornos psicológicos.

## Riesgos y controversias
La economía emocional digital ha suscitado debates éticos relacionados con:
- Privacidad afectiva y vigilancia emocional.
- Manipulación del comportamiento mediante algoritmos.
- Explotación emocional en redes sociales.
- Impacto en la salud mental, especialmente en adolescentes.

## Regulación y marco legal
En regiones como la Unión Europea, la regulación de tecnologías emocionales ha comenzado a desarrollarse. El Reglamento de Inteligencia Artificial (UE) clasifica algunos usos de sistemas de reconocimiento emocional como de alto riesgo, limitando su uso en educación, trabajo y justicia.